# Denis Retaillé
Denis Retaillé né en 1953 à Mayenne (France), est un géographe français.
Il a été professeur de géographie à l’Université de Bordeaux III et directeur de 2011 à 2016 de l’UMR 5185 ADES (Aménagement, Développement, Environnement, Santé, Société) CNRS-Université de Bordeaux III. Denis Retaillé est titulaire d’un doctorat en géographie de l’Université de Rouen (1983), consacré à l’étude du Koutous (Niger) et d’une habilitation à diriger des recherches de l’Université Paris Sorbonne-Paris IV (1993) consacrée à l’étude de la spatialité sahélienne. De 1993 à 2008, Denis Retaillé était professeur de géographie à l’Université de Rouen.

## Biographie
Inspiré par les analyses pionnières de Jean Gallais dans le Delta intérieur du fleuve Niger au Mali, Denis Retaillé a apporté une contribution importante à l’étude de l’espace, en particulier au Sahara et au Sahel ainsi qu’en Inde et dans le monde arabo-musulman. 
Les travaux sahéliens de Denis Retaillé lui ont permis d’ouvrir une perspective nouvelle en géographie, qu’il a lui-même identifiée comme celle de l’espace mobile dans le contexte de mondialisation. Les années 1990-1998 et sa contribution aux enseignements de l’Institut d'études politiques (IEP) de Paris autour de ce thème, ont été marquées par cette transposition du Sahel et du nomadisme, au monde et à la mobilité générale.
L’approche culturelle de l’espace géographique suivie par Denis Retaillé se distingue nettement de la géographie culturelle classique en ce qu’elle s’attache principalement aux cultures de l’espace et se refuse à l’examen de la répartition des faits culturels dans l’espace. Cette orientation a permis d’adopter une démarche comparatiste, comme en témoignent Le Monde, espaces et systèmes, publié en collaboration avec Marie-Françoise Durand et Jacques Lévy en 1993, et Le Monde du géographe, paru en 1997.
Denis Retaillé a été rédacteur en chef de la revue L'Information géographique en France.

## Carrière
- DEA de géographie, université de Rouen (1979)
- Doctorat de géographie, université de Rouen (1983)
- Assistant agrégé, département de géographie, université de Rouen (1981-1989)
- Maître de conférences, université de Rouen (1989-1993)
- Chargé d’enseignement, Institut d'études politiques de Paris (1990-1997)
- Professeur, département de géographie, université de Rouen (1993-2008)
- Professeur invité, université de Liège (2002-2003)
- Directeur, département de géographie, université de Rouen (1993-2008)
- Professeur, département de géographie, université Bordeaux III (2008-2016)

## Principales publications
- Retaillé D. 2014. « De l’espace nomade à l’espace mobile en passant par l’espace du contrat: une expérience théorique », Canadian Journal of African Studies, 48(1): 13-28.
- Retaillé D. 2012. Les Lieux de la mondialisation, Paris, Le Cavalier bleu,  (ISBN 978-2-84670-399-4).
- Retaillé D, Walther O. 2011. « Spaces of uncertainty: A model of mobile space in the Sahel », Singapore Journal of Tropical Geography, 32(1): 85-101.
- Retaillé D, Walther O. 2011. « Guerre et terrorisme au Sahara-Sahel: la reconversion des savoirs nomades », L’Information Géographique, 76(3): 51-68.
- Retaillé D. 2009. « Malaise dans la géographie, l’espace est mobile », in M. Vanier (dir.) Territoires, territorialité, territorialisation, Rennes, Presses universitaires de Rennes : 97-114.
- Retaillé D. 2007. « Les échelles paradoxales du développement », Les Cahiers d’Outre Mer, 238: 167-183.
- Retaillé D (dir.). 2006. La ville ou l’État ? Développement politique et urbanité dans les espaces nomades et mobiles, Rouen: PURH.
- Retaillé D. 2005. « L’espace mobile », in Antheaume B., Giraut F (éds) Le territoire est mort. Vive les territoires ! Une (re)fabrication au nom du développement, Paris: IRD : 175-202.
- Retaillé D. 2000. « Geopolitics in history », Geopolitics, 5(2): 35-51.
- Retaillé D. 1998. « L’espace nomade », Revue de géographie de Lyon, 1: 71-81.
- Retaillé D. 1997. Le monde du géographe, Paris: Presses de Sciences Po.
- Retaillé D. 1995. « Structures territoriales sahéliennes. Le modèle de Zinder », Revue de géographie alpine, 2: 127-148.
- Durand M.-F, Lévy J, Retaillé D. 1993. Le monde, espaces et systèmes, Paris: Presses de Sciences Po et Dalloz.
- Retaillé D. 1993. « Afrique: le besoin de parler autrement qu’en surface », EspacesTemps, 51-52: 52-62.
- Retaillé D. 1989. « Mobilités des populations sahéliennes pendant la sécheresse aggravée de 1984 », in Bret B (éd.) Les hommes face aux sécheresses, Paris: IHEAL: 277-285.
- Retaillé D. 1986. « Les structures territoriales et la sécheresse au Sahel », Cahiers géographiques de Rouen, numéro spécial: 27-42.
- Retaillé D. 1984. « La mise en place d’une région en Afrique sahélienne autour du Koutous (Niger oriental) », in Blanc-Pamard, C. et al (éd.) Le développement rural en questions: paysages, espaces ruraux, systèmes agraires, Paris: ORSTOM : 181–203.
- Retaillé D. 1983. La mise en place d’une région Afrique sahélienne, autour du Koutous, Niger oriental, Université de Rouen, thèse de doctorat.